# بنیاد کرامت امام رضا

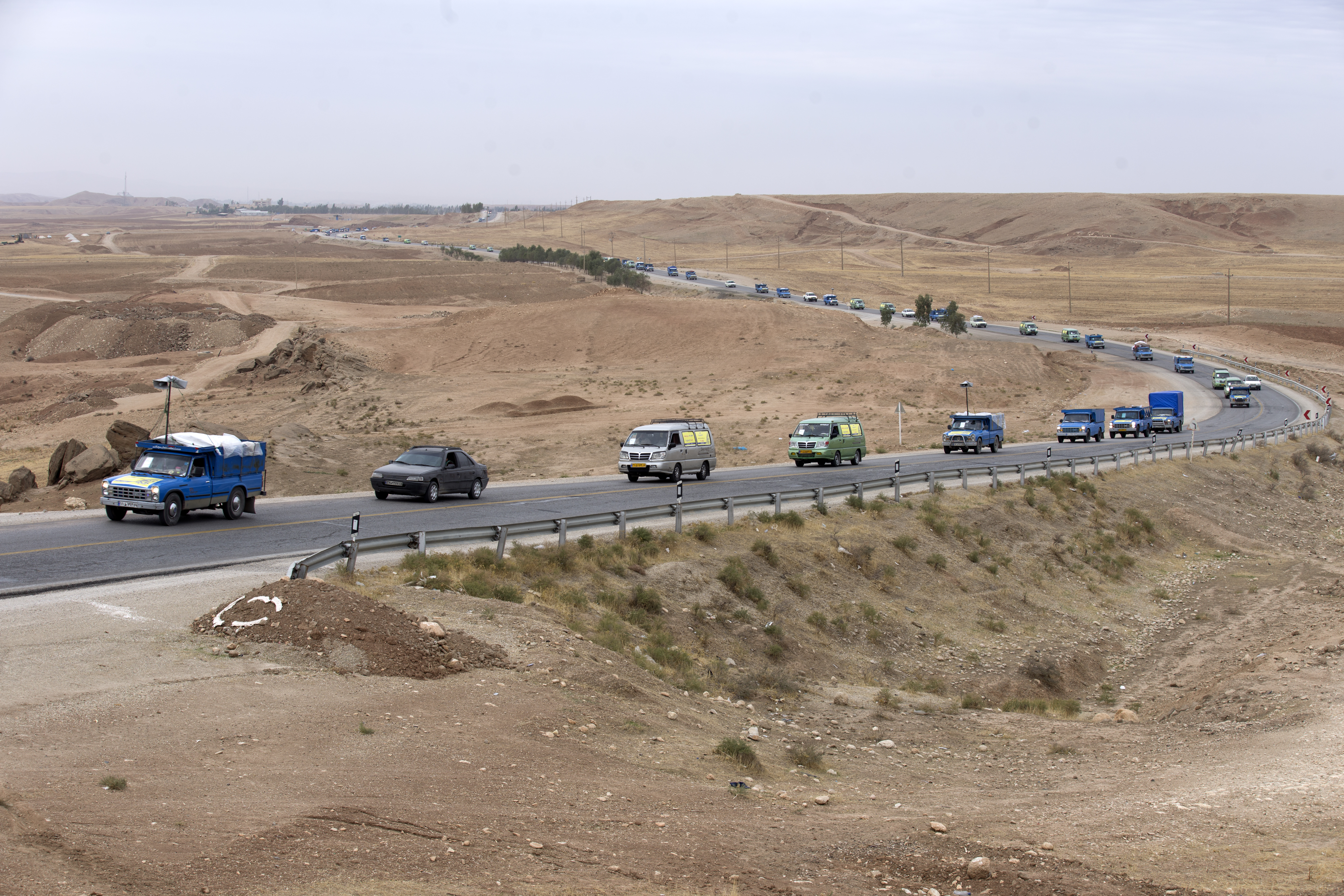
امداد رسانی وسیع به مناطق زلزله زده کرمانشاه به همت بنیاد کرامت امام رضا

بنیاد کرامت امام رضا یا بنیاد کرامت رضوی یا بنیاد کرامت از نهادهای وابسته به آستان قدس رضوی است که در سال ۱۳۹۵ با هدف «حل مشکلات ازدواج و معیشتی مردم» تأسیس شده است. حسین یکتا فرمانده سابق قرارگاه فرهنگی اجتماعی بقیةالله الاعظم مسئولیت این بنیاد را بر عهده داشت.محسن منصوری بعدها مدیرعامل این بنیاد شد. هم‌اکنون محمدحسین استاد آقا مدیرعامل این بنیاد می‌باشد.
این بنیاد در پنج زمینهٔ فرهنگی، تربیتی، ازدواج، اشتغال و درمان فعالیت می‌کند. بنیاد از طریق روحانیون مستقر در مناطق محروم به مردم آن مناطق کمک رسانی می‌کند. اولین اقدام بنیاد توزیع ۲۵۰۰۰ بسته ارزاق در حاشیه اهواز، اندیمشک، شوش، شوشتر، مسجدسلیمان، اندیکا، لالی، الوان، دشت آزادگان، دهدز، دزفول، هفتگل، ایذه و روستاهای تابعه در استان خوزستان بوده است. این پروژه از نوروز ۱۳۹۶ شروع شده است. در همین راستا صدها تن آرد در خوزستان توزیع شده است.
بنیاد کرامت همچنین در نظر دارد یک فروشگاه بزرگ مجازی برای خرید کالای داخلی راه اندازی کند. سپاه در طرح های این بنیاد مشارکت دارد.